# Комсомольская улица (Екатеринбург)
Комсомо́льская у́лица — магистральная улица в жилом районе «Втузгородок» Кировского административного района Екатеринбурга.

## Расположение и благоустройство
Улица идёт с севера на юг параллельно улицам Мира и Студенческой. Начинается от перекрёстка с улицами Данилы Зверева и Блюхера и заканчивается, переходя в переулок Базовый. Пересекается с улицами Академическая, Первомайская, Малышева, переулком Лобачевского. Слева на улицу выходят улицы Кулибина, Комвузовская, Технологическая, Курьинский переулок, улица Лодыгина, переулки Ученический и Чаадаева. Справа на улицу выходят улицы Фонвизина, Педагогическая и Библиотечная. Протяжённость улицы составляет около 3600 метров. Ширина проезжей части к северу от улицы Первомайской — около 15 м (по две полосы движения в каждую сторону), между улицами Первомайской и Бычковой — в среднем около 9—10 метров (по одной полосе движения в каждую сторону), далее до Базового переулка улица снова имеет четыре полосы движения.
На протяжении улицы имеются шесть светофоров и три нерегулируемых пешеходных перехода. С обеих сторон улица оборудована тротуарами.

## История
Улица впервые показана как планируемая на плане Свердловска 1932 года, названия не имела. Более подробно улица показана на городских планах 1939 и 1942 годов, где она уже носит собственное название. На планах этих же годов, а также на плане 1947 года показана административная застройка на месте современного комплекса зданий УРО РАН (квартал улиц Академическая — Комсомольская — Софьи Ковалевской), а также жилая застройка к югу от улицы Первомайской (особенно выраженно между улицами Малышева и Педагогической). В первой половине 1960-х годов часть улицы к северу от пересечения с Академической улицей была застроена среднеэтажными жилыми домами типовых серий. Южная часть улицы представлена современной высотной застройкой (жилой комплекс «Университетский»), возводимой на бывшем месте фабрики «УралОбувь».

## Транспорт

### Наземный общественный транспорт
Комсомольская улица является важной транспортной магистралью города, связывающей жилой район «Втузгородок» с районами «Пионерский», «Комсомольский», «Синие Камни», «Сибирский». На улице расположены остановки общественного транспорта «ТЦ Современник», «Академическая», «Софьи Ковалевской», «Комсомольская» и «Парфюмерная фабрика». Осуществляется автобусное и троллейбусное движение.

### Ближайшие станции метро
Действующих станций метро поблизости нет. В отдалённой перспективе приблизительно в 300 метрах восточнее пересечения улиц Комсомольская-Малышева планируется строительство станции 2-й линии метрополитена  «Студенческая».